# Christian Heinrich Gilardone

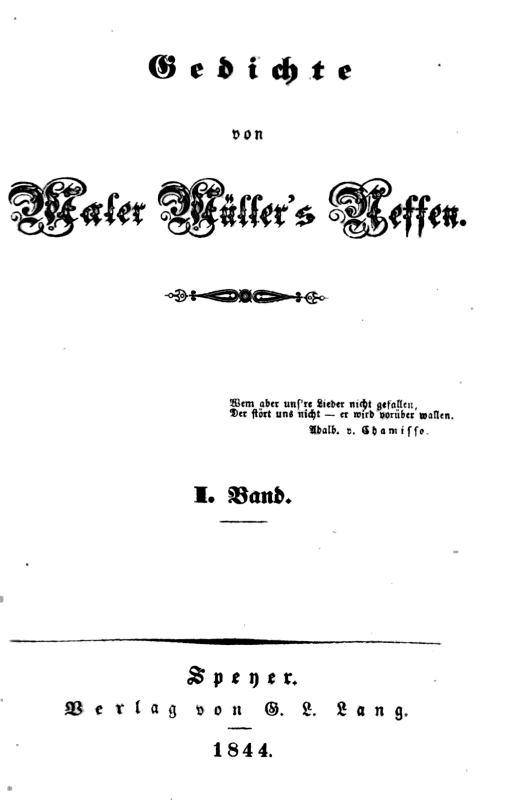
Titelblatt des Buches Gedichte von Maler Müller’s Neffen, Speyer 1844

Christian Heinrich Gilardone (* 21. Juni 1798 in Grünstadt; † 22. August 1874 in Speyer), Neffe von Friedrich Müller, dem berühmten Maler Müller, war ein deutscher Dichter aus der Pfalz, der neben dem Hochdeutschen auch in jiddisch-lotegorisch, der Eigensprache der pfälzischen Juden bzw. Händler, schrieb und reimte.

## Leben
Christian Heinrich Gilardone wurde als ältestes Kind des Goldschmiedes Heinrich Joseph Gilardone und seiner Frau Johanna Elisabetha geb. Müller (Witwe von Gabriel Busch, † 1795), in der Neugasse zu Grünstadt, im Haus Nr. 270 geboren. Das Haus hatte die Mutter mit in die Ehe eingebracht, sie stammte jedoch aus Bad Kreuznach.
Gilardone wuchs in Grünstadt auf und ging mit Sicherheit auch hier zur Schule, da er sich 1829, in seinem Erstlingswerk „Poetische Versuche“, mit Dankbarkeit seiner „unvergesslichen Lehrer“ Gabriel Hagspiel (1765–1815) und Peter Franz Boost (1773–1819) erinnert, die er 1830 auch in einem Gedicht verewigte. Peter Franz Boost, Philosophieprofessor und bekannter Schriftsteller, amtierte von 1811 bis 1817 als I. Rektor am Progymnasium Grünstadt, Gabriel Hagspiel hingegen von 1810 bis 1815 als katholischer Pfarrer von Grünstadt. Er war eng mit Joseph Anton Sambuga, dem geistlichen Erzieher König Ludwig I. von Bayern befreundet, den auch Gilardones Onkel, „Maler Müller“ persönlich kannte und 1807, als Prinz, in Rom herumführte.
Der junge Gilardone trat in den Staatsdienst ein. Ab 1826 amtierte er als Gemeindeschreiber in Heiligenstein (zwischenzeitlich im heutigen Ort Römerberg aufgegangen), wo 1829 auch sein erstes Buch Poetische Versuche erschien.
1830 wohnte der Grünstadter wohl schon in Speyer, denn der 2. Band seiner Poetischen Versuche war laut Vorwort in diesem Jahr dort fertiggestellt worden, wo auch die meisten nachfolgenden Schriften erschienen. Christian Heinrich Gillardone lebte dort als königlich bayerischer Regierungskanzlist und bekundete 1873 in einem Manuskript, er habe hier als Regimentsschreiber des 3. Bayerischen Chevauleger Regiments gearbeitet.
Der dichtende Beamte ehelichte am 9. April 1826 in der katholischen Kirche von Heiligenstein die dort beheimatete Katharina Barbara geb. Bader.
Das Paar hatte mehrere Kinder. Der Neffe, Ludwig Gilardone (1825–1877), der Sohn seines 1801 in Grünstadt geborenen Bruders Ludwig, war in Speyer mit Katharina Elisabetha Kranzbühler verheiratet, deren renommierten väterlichen Verlag er später übernahm und zeitweise unter dem Namen „Gilardone’scher Verlag“ führte.
Christian Heinrich Gilardone starb 1874 in Speyer. Seine Frau überlebte ihn und wird als Witwe noch 1875 im dortigen Adressbuch verzeichnet. Vermutlich fand der Dichter auch in Speyer seine letzte Ruhestätte und nicht in Grünstadt, wie er es sich in einem seiner Reimwerke wünschte:
„Einen Wunsch d’rum hab’ ich — o möchten gütige Götter
diesem einzigen Wunsch mild Gewährung verleih’n;
wenn des Sängers Fackel erlischt, ein friedliches Plätzchen,
unter freundlichem Grün, deinem Friedhof entsproßt.“
Schlussvers der Grünstadt gewidmeten Ode Meine Vaterstadt, in Poetische Versuche, 2. Band, Speyer, 1830, Seite 64

## Werk

### Über die Heimatstadt Grünstadt

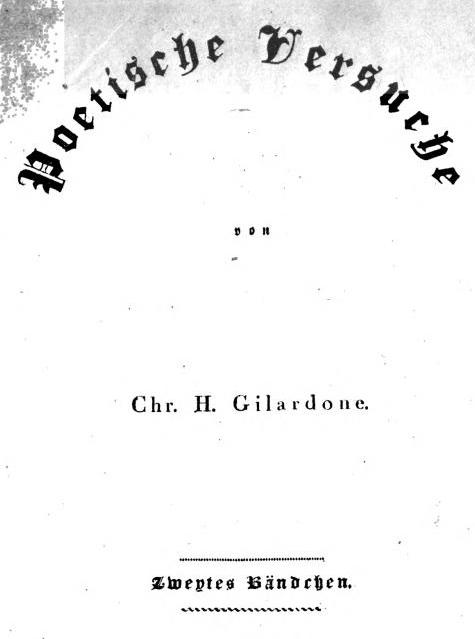
Titelblatt Poetische Versuche, 2. Band, 1830

Zwischen 1829 und 1845 veröffentlichte Christian Heinrich Gilardone acht Gedichtesammlungen, in die er teilweise auch prosaische Stücke, wie kleine Erzählungen aufnahm. Im Erstlingswerk „Poetische Versuche“, Band 1, 1829, gedenkt er – wie erwähnt – u. a. seiner Grünstadter Lehrer und Erzieher, Pfarrer Gabriel Hagspiel und Professor Boost. Ihnen und seiner Vaterstadt Grünstadt setzte er 1830, mit der Ode Meine Vaterstadt, ein kleines literarisches Denkmal. Es heißt dort u. a.:
„Grünstadt, sey mir gegrüßt, du liebes, freundliches Städtchen,
Wiege der Kindheit sey du mir freundlich gegrüßt!
Sonne, sey mir gegrüßet, die es freundlich bestrahlet,
Lüftchen seyd mir gegrüßt, die es traulich umweh’n!
Rebenhügel im Süden, im Osten lachende Fluren,
Reich mit Gaben besät liebender Mutter Natur;
Trauliche Plätzchen all, die einst den spielenden Knaben
Froh und glücklich erblickt, seyd mir freundlich gegrüßt! —
Auch euch grüß’ ich liebe, traute Jugendgespielen,
welche die Sympathie früh schon mit mir verband.
Oft in einsamen Stunden gedenk ich eu’rer, ihr Lieben,
und den umdunkelten Blick feuchtet der Rührung Thau. —
Heilige Mannen, ach, zu früh’ geschiedener Lehrer,
Leis’ um euere Gruft schwirrt mein Trauergesang.
Sehnsuchtsthränen hab’ ich oft schon nach dir geweinet,
oft in Tiefe der Brust stille Trauer gehegt,
würdiger Priester des Herrn, der mir die Pflichten des Christen
mit lebendigem Wort in die Seele geprägt.
Oft nach Euch, ihr Edeln, die den spielenden Knaben
auf der späteren Zeit ernstes Wirken gelenkt. —
Eu’rer gern’ gedenk’ ich, schnell entschwundene Tage,
wo in Wonne getaucht, manche Stunde mir schwand…“
aus Meine Vaterstadt, in Poetische Versuche, 2. Band, Speyer, 1830, Seite 62
In dem Gedicht erfahren wir an anderer Stelle z. B. aber auch, dass die Grünstadter Jugend im frühen 19. Jahrhundert ihren sommerlichen Badeplatz in Asselheim besaß:
„…oder zum kühlen Bad bei drückender Schwühle des Mittags,
lud uns der murmelnde Bach – wir eilten Asselheim zu;
von dem Zwange befreit gings rasch in kühlende Fluten
und im Reiche Neptuns wähnte sich jeder ein Gott…“
Im Band 1, seines Werkes Gedichte von Maler Müller’s Neffen schreibt Gilardone 1844 über seine erste Liebe in Grünstadt:
„…ein Baum bei ihrem Garten, war nun mein Hauptquartier,
von seinem höchsten Wipfel lugt’ ich hinab nach ihr.“
Eine erklärenden Fußnote konstatiert: „Ein Nußbaum, auf dem Bleichgraben meiner Vaterstadt“. Den genannten Bleichgraben gibt es dort als Straßenbezeichnung noch heute (2010).
Der Kopie der Sixtinischen Madonna des Grünstadter Malers Johann Jakob Schlesinger im Dom zu Speyer widmet er ein eigenes, kurzes Werk:
„Maler bin ich nicht selbst, doch ein hoher Grad der Begeist’rung
faßte mich, als ich zuerst sah die Madonna des Doms,
wie sie – das holde Gesicht umstrahlt von himmlischem Frieden –
niederlächelt zum Sohn’, der in den Armen ihr ruht.
Reizt schon so die Copie, so erfaßt mich heiliger Schauer,
denk’ ich das Original, wie es St. Raphael schuf.
Kühn die Schranken durchbricht der wogende Strom der Gedanken,
nieder stürz’ ich im Staub’ — rufe die Himmlische an.“
aus Poetische Versuche, 2. Band, 1830, Seite 101

### Sonstiges aus den Werken
Immer wieder kehrt Christian Heinrich Gilardone in seinen Gedichten und Oden zu Themen der Heimatbeschreibung oder Heimatgeschichte zurück. Außer über Grünstadt reimt er über Heiligenstein und Speyer sowie den Donnersberg, besingt den Speyerer Dom, das Kloster Rosenthal sowie die Burgen Altleiningen, Neuleiningen, Battenberg und Hardenburg.
Es sind von Heimatliebe inspirierte Dichtungen der Romantik wie diese Reime:
„Ohnferne von Kirchheimbolanden
Erhebt sich ein einsamer Berg,
Begrüßt von eilenden Wolken,
Vom lauten Jubel der Lerch’.
Stolz hebt er seine Stirne
Hinauf in’s freundliche Blau;
Es liegt ihm ja zu Füßen
Ein paradiesischer Gau.
Von seinem Porphyrfelsen
Die Aussicht hinunter in’s Thal
Ist herrlich, unbeschreiblich
Im goldenen Sonnenstrahl.
Die Bllcke schweifen hinüber
Auf Städt’ und Dörflein traut,
An denen sich nimmer und nimmer
Das Auge müde schaut.
Schwebt mir in heitern Bildern
Mein Jugendeden vor,
taucht stets in stiller Glorie
Dein mächtig Haupt empor.“
Einzelverse aus Der Donnersberg, in Gedichte von Maler Müller’s Neffen, Band 1, 1844, Seite 30
Oder er verarbeitet regionale Ereignisse, wie in dem Gedicht Winternachtgemälde (Gedichte von Maler Müller’s Neffen, Seite 235), zu dem er anmerkt: „Eine Reminiscenz an die grausenvolle Winternacht vom 9. auf den 10. Januar 1841. In dieser Nacht verunglückte ein von Worms nach Grünstadt zurückkehrender Bürger mit seiner Tochter, ohnweit Heidesheim, welches traurige Ereignis den Stoff zu den nachfolgenden Strophen bot.“
Religiöse Themen durchziehen die Werke wie ein roter Faden, wobei eine tiefe, feine und unaufdringliche Frömmigkeit an den Tag tritt, die er vermutlich von Pfarrer Hagspiel übernommen hat.
Das äußert sich in Versen wie diesen:
„Es ist ein Gott! — Es ist ein höchstes Wesen,
Sein Daseyn kündet Alles, Alles laut;
Ihr könnt es in den ew’gen Sternen lesen,
Wie hier auf Erden, rings, wohin ihr schaut, —
Es ist ein Gott! — Ihr findet seine Spuren,
Wohin ihr eu’re Schritte lenken wollt,
Ihr findet sie im Lächeln seiner Fluren,
In seinem Donner, wenn er festlich rollt.
Ihr findet sie in jedem Blüthenbaume,
Der Fülle süßer Düfte niederweht,
Ihr findet sie im unermessnen Raume
Den keines Forschers Auge je durchspäh’t.
Ihn preißt die Lerche, die in Frühlingstagen
Sich jubelnd in des Aethers Räumen wiegt;
Im Blüthenbusch die Nachtigallen schlagen:
Es ist ein Gott, der, der ihn läugnet, lügt!
Die welken Blatter, die vom Baume fallen,
Wenn die Natur, die müde, schlafen geht, —
Die Nebelwolken, die im Thale wallen,
Sind Zeugen seiner ew'gen Majestät.
Wenn alle warmen Lebenspulse stocken
Der müden, tiefentkräfteten Natur,
Der Schnee herunterfällt in weichen Flocken,
Wenn melancholisch trauern Hain und Flur.
Dann feiert schon ihr nahes Osterfest die Erde;
sie spricht im Traum: Er, der mich schlafen hieß,
Weckt mich durch sein allmächtiges: Es werde!
Und rings erblüht ein Blumenparadies.
Im kleinsten Gegenstande lebt und webt er,
Im Wassertropfen wimmelt eine Welt;
Hoch über seinen fernsten Sternen schwebt er,
Tief unter seinem prächt’gen Himmelszelt,
Nur ihr, ihr könnt, ihr wollt ihn nirgends finden.
Euch ist die Welt des blinden Zufalls Spiel.
Sein ew’ges Daseyn dient euch ewig Blinden
Nur zu des Witzes jämmerlichem Ziel.
Nein, Alles, Alles liefert uns Beweise,
Daß er bestand, besteht, wird ewig seyn;
Doch spricht am lautesten zu seinem Preise
der Sterne Pracht, der gold’ne Sonnenschein.“
Einzelverse aus dem Gedicht Es ist ein Gott, in Poetische Versuche, 2. Band, Speyer, 1830, Seiten 178–184
Aber auch Lustiges kommt nicht zu kurz und ist auch nach 150 Jahren immer noch amüsant zu lesen:
„Im ersten Vierteljahre war sie ein wahres Lamm;
Im zweiten Vierteljahre schwoll mälig ihr der Kamm;
Im dritten Vierteljahre kam es zum off’nen Strauß
– und morgen oder übermorgen da zieh ich von ihr aus!“ -
Die vier Quartale des neuen Ehestandes, in Gedichte von Maler Müller’s Neffen, Band 1, 1844, Seite 59
Der Band 2 der Poetischen Versuche von 1830 enthält außerdem als Vorsatz eine interessante, nach Ortschaften sortierte Liste mit Persönlichkeiten des kurpfälzisch/pfälzischen Raumes, die sich bereits vorab als Abnehmer des Werkes gemeldet hatten. Man kann daraus auf den Freundes- u. Bekanntenkreis Gilardones schließen. Die meisten „Subscibenten“ kommen aus Speyer und Umgebung, aber auch aus Walldürn und dem Umland, wohin der Dichter eine persönliche Verbindung gehabt haben muss. Den Lehrer Kittelmann aus Reinhardsachsen bei Walldürn nennt er im Vorwort seinen Freund und bei ihm und seinem Walldürner „Kleeblatt“, dem Bezirksamtmann Ries, Bezirksarzt Wenneis und Amtmann Thiry sen. bedankt er sich ausdrücklich. Zu den Bestellern gehören sehr viele katholische Geistliche u. a. die Domvikare Day und Anton Spiehler (Bischofssekretär) aus Speyer, aber auch der Gelehrte Friedrich Magnus Schwerd und Friedensgerichtsschreiber Umbscheiden, der Vater der bekannten Pfälzer Revolutionäre Philipp Friedrich und Franz Umbscheiden.
Der Grünstadter Christian Heinrich Gilardone war darüber hinaus der erste Autor, der – zeitgleich mit dem Roman von Carl Leberecht Immermann – den Münchhausen-Stoff volkstümlich-possenhaft aufbereitete und publizierte. 1839 veröffentlichte er das Büchlein Jäger-Latein, oder des berühmten Freiherrn v. Münchhausen höchst wunderbare Reisen zu Wasser und zu Lande, merkwürdige Feldzüge und lustige Abentheuer.

### Lotegorische Arbeiten

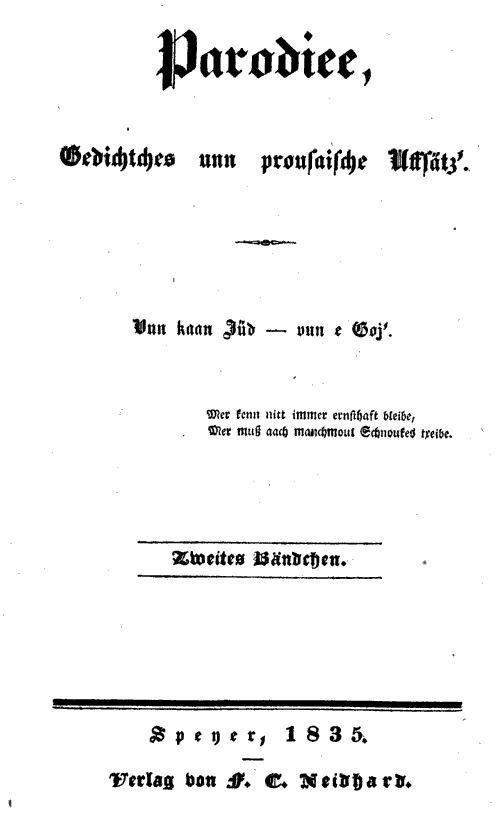
Titelblatt von Gilardones lotegorischem Buch Parodiee, Gedichtches und prousaische Uffsätz, Speyer, 1835

Was Christian Heinrich Gilardone jedoch besonders aus der Reihe der Heimatpoeten hervorhebt sind seine Werke in „pfälzisch-losnekoutischer Mundart“, wie er es selbst nennt. Es handelt sich um eine Form der im Leininger Land und besonders in Grünstadt und Carlsberg einstmals verbreiteten Juden- und Händlersprache lotegorisch, eng verwandt mit dem Jiddischen. Der Pfälzer Dichter gehört zu den ganz wenigen, die in Westeuropa auch der jiddischen Literatur zugerechnet werden. Heute kann man diese Dinge nur noch bruchstückhaft verstehen, damals sprach Gilardone jedoch in der Pfalz einen großen Leserkreis damit an und selbst vielen Nicht-Juden war der Dialekt zumindest verständlich.
Sein erstes derartiges Buch war betitelt: Parodiee, Gedichtches und prousaische Uffsätz. Vun kahn Jüd’ – vun e Gojem (Speyer, Verlag Kranzbühler, 1832). Insgesamt gab der Grünstadter Dichter drei lotegorisch-jiddische Publikationen heraus, die seinen deutschen Veröffentlichungen ähneln, sich aber spezifisch und oft humorvoll dem Leben und den Gebräuchen der jüdischen Mitbürger widmen. Grünstadt besaß eine alteingesessene, große und bedeutende jüdische Gemeinde, mit barocker Synagoge, bei der sich Gilardone Sprache, Idiom, Habitus und Brauchtum abschaute.
In der Zeitschrift Pfälzer Heimat, Jahrgang 1975, findet sich als Nachtrag zu einem Gedenkartikel über den Heimatpoeten, ein dreiseitiges Verzeichnis jiddisch-lotegorischer Wörter, die einst in Grünstadt und Umgebung geläufig waren, heute aber weitgehend unbekannt sind. Sie wurden alle den Werken Gilardones entnommen und haben sich praktisch nur durch seine Schriften überliefert.
Nachfolgend einige seiner lotegorischen Reime als Beispiel:
„Bassledangk unn Stuß zu treibe
Uff em lange Tagk,
Will ich Dir è Loublied schreibe,
Das Dich freue magk. — 
Sinn mein Varslichk dou aach holprich,
Nu, was liegkt dou dran?
Vorgetrage vun è Solprich
Gänge se schunn an. — 
Kimmt unn seiht mein Schmuhl, èihr Leute,
Seiht e grouß Scheinie! —
Uih, è Pounem thut er schneide,
Sou iss kaan’s mèih hie.“
Verse aus Oude am Schmuhlche Schabbesdickel, in Parodiee, Gedichtches und prousaische Uffsätz’. Vun kaan Jüd’ – vun e Goj’, Speyer, Verlag Neidhard, 1835, Seite 75

## Werkübersicht
(neben vielen ungedruckten Manuskripten in der Landesbibliothek Speyer)
- Poetische Versuche, 1. Band, Heiligenstein 1829
- Poetische Versuche, 2. Band, Speyer 1830
- Parodiee, Gedichtches und prousaische Uffsätz’. Vun kahn Jüd’ – vun e Gojem", Druck und Verlag von J. F. Kranzbühler, Speyer 1832
- Parodiee, Gedichtches und prousaische Uffsätz’. Vun kaan Jüd’ – vun e Goj’, Zweites Bändchen, Verlag von F. C. Neidhard, Speyer, 1835
- Poetisches Allerlei aus dem gebiete des Scherzes und des Ernstes, Speyer 1836
- Jäger-Latein, oder des berühmten Freiherrn v. Münchhausen höchst wunderbare Reisen zu Wasser und zu Lande, merkwürdige Feldzüge und lustige Abentheuer, 1839
- Eppes Kittisch!! Noch ä Beitraagk zu Israels Verkehr und Geist. Vunn kaa’m vun unsere Leut’, Verlag von G. L. Lang, Speyer 1843
- Gedichte von Maler Müller’s Neffen, Band 1, Speyer, 1844
- Gedichte von Maler Müller’s Neffen, Band 2, Speyer, 1845